# Fiona McCann
Fiona McCann (13 de maio de 1987) é uma jogadora de polo aquático britânica.

## Carreira
Fiona McCann em Londres 2012 integrou a Seleção Britânica de Polo Aquático Feminino que ficou em 8º lugar.